# Raphael Holinshed
Raphael Holinshed (ca. 1520 - ca. 1580) was een Engels geschiedschrijver. Over zijn leven is niets met zekerheid bekend. Naar zijn exacte geboorte- en overlijdensdata en naar zijn afkomst kan slechts worden gegist. Wel bekend is dat hij in de beginjaren van de regering van Elizabeth I in Londen werkte als vertaler voor de drukker Reginald Wolfe. Zijn naam is verbonden aan één werk, The Chronicles of England, Scotland and Ireland, dat ook wel naar hem Holinshed's Chronicle wordt genoemd. Het werk verscheen in 1577.
Reginald Wolfe vatte in 1548 het ambitieuze plan op om een geschiedenis van de wereld samen te stellen, die zou moeten beginnen bij de Zondvloed en zou moeten reiken tot de regering van Elizabeth. Het werk zou ook kaarten en andere illustraties moeten bevatten. Wolfe kwam al snel tot het besef dat hij voor dit omvangrijke werk assistentie nodig had en riep de hulp in van onder anderen Holinshed, John Cleland en William Harrison.
Wolfe overleed in 1573, toen het werk nog in volle gang was. Het project werd overgenomen door een drietal uitgevers, waarbij het idee van een wereldgeschiedenis werd teruggebracht tot een geschiedenis van de Britse eilanden. Raphael Holinshed kreeg de taak deze geschiedenis voor te bereiden met de hulp van William Harrison en Richard Stanyhurst. Hij diende ook als algemeen redacteur van het werk. De samenwerking bespoedigde het werk en het verscheen uiteindelijk in 1577 in twee delen.
Het werk werd een belangrijke bron voor William Shakespeare, die er materiaal uit putte voor verschillende van zijn werken, met name Macbeth en zijn historische toneelstukken.